# Željeznička pruga Kapuš – Siófok
Željeznička pruga Kapuš-Siófok je željeznička prometna linija Mađarskih državnih željeznica (MÁV-a) br. 35. Prolazi područjem Južnog Zadunavlja.
Dužina dionice je 100 km, a širina tračnica je 1435 mm.
Ograničenje brzine na ovoj pruzi je 60 km/h.
Gradnja je bila u nekoliko navrata. Dionica između Kapuša i Felsőmocsoláda sagrađena je 1894., od Felsőmocsoláda do Siófoka 1906., a najnovija postaja Somobod izgrađena je 1980. godine.